# Tropenwürger
Der Tropenwürger (Laniarius major) ist eine Vogelart aus der Familie der Buschwürger (Malaconotidae).
Die Art wurde als Unterart (Ssp.) des Äthiopienwürgers (Laniarius aethiopicus) angesehen, dann als eigenständig abgespalten.
Der Vogel ist in Subsahara-Afrika weitverbreitet von Sierra Leone und Guinea bis Angola und Ostafrika bis Mosambik und Südafrika.
Der Lebensraum umfasst dichte Gehölze entlang Wasserläufen, Flussufern, Dickichte in Gärten und Farmen, auf Termitenhügeln und am Fuße von Inselbergen, auch buschbestandene Hänge von Meereshöhe bis etwa 3000 m Höhe.
Der Artzusatz kommt von lateinisch maior ‚größer‘.
Dieser Buschwürger ist überwiegend ein Standvogel, jahreszeitliche Wanderungen wurden in Kenia sowie möglicherweise Höhenwanderungen in Äthiopien beschrieben.

## Merkmale
Die Art ist 19–25 cm groß und wiegt 38–69 g. Dieser große Buschwürger ist auf der Oberseite schwarz mit auffallender weißer Flügelbinde, auf der Unterseite weiß mit blassem rosafarbenem bis bräunlichem Einschlag. Die Oberseite ist überwiegend glänzend bläulich-schwarz, die Federn am Bürzel sind lang und flauschig, grau oder weißlich mit weißen Subapikalflecken und schwarzen Spitzen und überdecken die bläulich-schwarzen Oberschwanzdecken. Der Schwanz ist schwarz mit leichtem Glanz, manchmal haben die äußeren Steuerfedern weiße Spitzen. Die Flügeloberseite ist hauptsächlich schwarz mit glänzendem Schimmer, die mittleren Flügeldecken haben weiße Spitzen und bilden eine lange weiße Flügelbinde. Von der Kehle abwärts ist die Unterseite weiß, an Brust und Flanken leicht lachsfarben, die Flügelunterseite ist weiß. Die Iris ist dunkel rotbraun, der Schnabel schwarz, die Füße sind bläulich-schieferfarben. Die Geschlechter unterscheiden sich nicht. Jungvögel sind auf der Oberseite gelblich-braun gefleckt, unten matt weißlich, an Brust und Flanken blass braun mit grauer Bänderung, die Augen sind braun, der Schnabel hornfarben.
Die Unterarten unterscheiden sich durch die Länge der weißen Flügelbinde und die Färbung der Unterseite.
Der Turatiwürger (Laniarius turatii) in Westafrika unterscheidet sich durch die fehlende Flügelbinde und die gänzlich rosa-bräunlich gefiederte Unterseite. Der Äthiopienwürger (Laniarius aethiopicus) in Ostafrika hat eine kürzere Flügelbinde, der Sumpfwürger (Laniarius bicolor) in Zentralafrika ist an der Unterseite reinweiß. Der Flötenwürger (Laniarius ferrugineus) in Südafrika ist ockerfarben-rotbraun an den Flanken und den Unterschwanzdecken, der Südliche Fiskalwürger (Lanius collaris) hat einen kürzeren Schnabel, kürzere Flügelbinde und sucht in offenem Gelände nach Nahrung. Der Schwarzmantel-Schneeballwürger (Dryoscopus cubla) hat mehr Weiß im Flügel und eine rote Iris.

## Geografische Variation
Die Art wird von der Datenbank „Avibase“ als monotypisch geführt.
Die von der International Ornithologists’ Union (IOU) geführte „IOC World Bird List“ erkennen
folgende Unterarten an:
- L. m. major (Hartlaub, 1848), Nominatform – Senegal und Gambia bis Liberia östlich bis Westkenia und Nordsambia
- L. m. ambiguus Madarász, 1904, – Ostkenia und Tansania
- L. m. limpopoensis Roberts, 1922, – Südostsimbabwe und Südafrika
- L. m. major (G. A. Fischer & Reichenow, 1880), –Sambia und Malawi bis Namibia, Botswana, Simbabwe und Mosambik

## Stimme
Die Lautäußerungen sind vielfältig und variantenreich, meist aus einem synchronisierten Wechselgesang bestehend. Der klingende, hallende, glockenartige Ruf erinnert als 'bellbird' oder 'bell shrike' an den südamerikanischen Glockenvögel (Procnias).

## Lebensweise
Die Nahrung besteht hauptsächlich aus Insekten, seltener auch aus kleinen Wirbeltieren, Vogeleiern und Küken, Schnecken und kleinen Früchten, die unten in der Vegetation, auf dem Erdboden, aber auch in den Wipfeln gesucht werden, einzeln, paarweise und in Familiengruppen, manchmal auch gemeinsam mit Sumpfwürgern (Laniarius bicolor) und Rotbauchwürgern (Laniarius atrococcineus). Die Art gilt als monogam, sie ist scheu und meist im Gebüsch versteckt, aber auch neugierig und kann hervorgelockt werden.
Die Brutzeit liegt im Mai in Guinea, zwischen Februar und März sowie im Juni in Nigeria, zwischen Juni und September im Sudan, zwischen April und Mai in Somalia, im Mai im Nordosten, zwischen Dezember und Januar im Osten, zwischen September und Dezember im Südosten der Demokratischen Republik Kongo, hauptsächlich zwischen März und Juni in Uganda und Kenia, zwischen September und April in Tansania, zwischen August und Juni in Sambia, zwischen September und Januar in Malawi, zwischen Oktober und Dez in Botswana und Mosambik sowie hauptsächlich zwischen September und November in Simbabwe.
Das gut in einem dornigen Busch versteckte Nest hängt meist in 1–3, manchmal 9 m Höhe. Das Gelege besteht aus 2–3 Eiern.

## Gefährdungssituation
Die Gefährdungssituation ist seit dem Artensplit bislang nicht untersucht.